# Surayud Chulanont
Surayud Chulanont (tiếng Thái: สุรยุทธ จุลานนท์, phiên âm: Xu-ra-dút Chu-la-non, sinh ngày 28 tháng 8 năm 1943) là Thủ tướng thứ 24 của Thái Lan từ 1 tháng 10 năm 2006 đến 29 tháng 1 năm 2008. Ông từng là sĩ quan Quân đội Hoàng gia Thái Lan, Tư lệnh tối cao Quân đội, Tư lệnh Lục quân, hàm Đại tướng Lục quân (พลเอก, Phon Ek), Cố vấn riêng cho Vua Bhumibol Adulyadej. Ông được bổ nhiệm vào chức Thủ tướng vào ngày 1 tháng 10 năm 2006 bởi Sonthi Boonyaratkalin, người đứng đầu của nhóm quân đội đã đảo chính và lật đổ chính phủ dân cử của Thaksin Shinawatra khoảng 2 tuần trước đó. Ông hiện là Ủy viên Tư pháp cho đương kim Quốc vương Vajiralongkorn.